# Montenegrói ortodox egyház
A montenegrói ortodox egyház egy ortodox egyház, melynek autokefál státuszát a többi ortodox egyház nem ismeri el.